# Louis-Vincent de Langle
Louis-Vincent de Langle, comte, né le 2 novembre 1714 à Brest, est un officier de marine et aristocrate du XVIIIe siècle. Il sert pendant la guerre de Sept Ans.

## Biographie
Louis-Vincent, comte de Langle, naît le 2 novembre 1714 à Brest,.
Il s’engage comme garde-marine le 6 février 1730.
Il devient ensuite lieutenant de vaisseau le 1er janvier 1746 et est affecté sur l’Achille. Il est nommé capitaine de vaisseau le 17 mai 1756 ; il prend alors le commandement du Solitaire. 
En 1759, le Solitaire qu'il commande, fait partie de l'escadre de 21 vaisseaux du maréchal de France Hubert de Brienne de Conflans concentrée à Brest en vue d'un débarquement en Angleterre. Il participe à la bataille des Cardinaux le 20 novembre 1759, dans l’escadre blanche — l’escadre qui forme le corps de bataille ainsi nommée, est commandée par le  maréchal de Conflans depuis le vaisseau amiral, le Soleil Royal. Au lendemain de cette bataille perdue, le Solitaire fait partie du groupe de huit vaisseaux qui s'enfuient vers l'île d'Aix puis Rochefort à la suite du Tonnant.
Il se retire du service actif le 16 septembre 1764,.